# レンデ
レンデ（イタリア語: Rende）は、イタリア共和国カラブリア州コゼンツァ県にある、人口約36,000人の基礎自治体（コムーネ）。

## 地理

### 位置・広がり

#### 隣接コムーネ
隣接するコムーネは以下の通り。
- カスティリオーネ・コゼンティーノ
- カストロリーベロ
- コゼンツァ
- マラーノ・マルケザート
- マラーノ・プリンチパート
- モンタルト・ウッフーゴ
- ローゼ
- サン・フィーリ
- サン・ルーチド
- サン・ピエトロ・イン・グアラーノ
- サン・ヴィンチェンツォ・ラ・コスタ
- ツンパーノ